# Angatubichthys
Angatubichthys è un genere estinto di pesci ossei appartenente agli attinotterigi, vissuto nel Permiano superiore nella regione dell'attuale Brasile. L'unica specie nota è Angatubichthys mendesi.

## Descrizione
Angatubichthys mendesi è un piccolo pesce lungo circa 5 centimetri, noto da quattro esemplari completi e articolati, conservati in siltite rossa. Il corpo presenta una combinazione distintiva di caratteristiche anatomiche: testa corta e profonda, postrostrale mediano rugoso, contatto assente tra nasale e dermosfenotico, e suboperculum più grande dell’opercolo. Il cleitro e il supracleitro mostrano evidenti creste radianti di ganoina, mentre la mandibola è ornata da bande longitudinali di ganoina. È presente un canale mascellare, così come una commessura etmoidale sul rostropremaxilloantorbitale. Le file di scaglie laterali sono formate da elementi romboidali profondi e lisci. La pinna caudale è eterocerca e profondamente forcuta, con lobi quasi simmetrici.
Angatubichthys mostra vari tratti evoluti rispetto agli attinotterigi basali come Cheirolepis, Mimipiscis, Moythomasia e Polypterus. Tra questi, si evidenziano: assenza della placca pineale, presenza di dermopterotico, presenza di ossa suborbitali, scaglie alte e profonde lungo i fianchi, numero ridotto di raggi branchiostegali e di raggi della pinna pettorale. Tuttavia, l’animale non possiede sinapomorfie tipiche di attinotterigi più derivati come i Platysomidae o i Neopterygii.

## Classificazione
La specie Angatubichthys mendesi è stata scoperta nella Formazione Corumbataí, all’interno del Bacino del Paraná, in affioramenti del comune di Angatuba, nello stato di San Paolo in Brasile.
La posizione filogenetica di Angatubichthys è incerta. Il genere rappresenta una forma relativamente avanzata tra i cosiddetti attinotterigi primitivi. Tuttavia, non mostra legami stretti con cladi più derivati come i platisomidi o i neotterigi, collocandosi quindi come un membro intermedio nel contesto evolutivo degli attinotterigi paleozoici.

## Paleoecologia
Gli esemplari fossili provengono da depositi sedimentari di ambiente fluvio-lacustre o deltizio, caratteristici della Formazione Corumbataí nel Permiano superiore. La buona conservazione dei fossili suggerisce una deposizione in acque calme e probabilmente con bassi livelli di ossigeno.